# Occidental Mindoro
Koordinaten: 13° 0′ N, 120° 55′ O
Occidental Mindoro (Filipino: Kanlurang Mindoro oder „Western Mindoro“, abgeleitet aus dem Spanischen „Mina de Oro“ = Goldmine) ist eine Provinz der Philippinen auf der Insel Mindoro. Die Provinz liegt in der Region MIMAROPA (Region IV-B) und umfasst die gesamte westliche Hälfte der Insel, Sitz der Provinzregierung ist Mamburao.

## Geographie
Die Provinz Mindoro Occidental nimmt den westlichen Teil der Insel Mindoro ein, während der andere Teil die Provinz Oriental Mindoro bildet. Nordwestlich der Provinz liegt das Südchinesische Meer, im Westen die Straße von Mindoro, die zwischen der Insel Mindoro und der südwestlich hiervon gelegenen Calamian Inselgruppe trennt. Im Norden trennt die Isla-Verde-Straße die Insel von der Provinz Batangas auf Luzon. Die durch die Calavite-Straße von der Insel getrennte Inselgruppe der Lubang-Inseln liegt nördlich der Provinz und diese gehören zum Verwaltungsgebiet der Provinz.
Die Topographie der Provinz wird durch Berge, einigen Flüsse, von Hügel und Täler, weite Ebenen und einige kleine Süßwasserseen charakterisieren. Die größeren Berge befinden sich im Inneren der Insel und stellen das Grenzgebirge zur Nachbarprovinz dar. Die Gebirgszüge laufen letztlich bei zwei zentralen Gipfeln zusammen, dem Mt. Halcon im nördlichen Abschnitt und dem Mt. Baco im Süden. Ein weiterer Berg wird als Bundok ng susong dalaga bezeichnet, was als „Jungfrauenbrustberg“ übersetzt werden kann, da er einer liegenden Frau ähnelt.
Der nördliche Teil der Provinz bietet relativ gesehen weniger ebene Flächen, während sich im Südteil ausgedehnte Flachlandabschnitte ausdehnen. Die meisten der Ebenen sind Anbauflächen für landwirtschaftliche Produkte, die von den wenigen verbliebenen unberührten Wäldern umgeben sind. In der Nähe der nördlichen Ortschaft Sta Cruz und in den südlichen Orten San Jose und Magsaysay ist das Gebiet dagegen hügelig und läuft zur Küsten hin aus. Hier sind die flachen Gebiete mit Gras bewachsen und weniger bewaldet. Im Süden der Provinz breiten sich zudem einige Sumpflandschaften aus, die speziell entlang der Flussmündungen zu finden sind.
Es gibt mehrere große Flusssysteme die im Allgemeinen Richtung Westen zum Meer hin fließen: der Mamburao River, der Pagbahan, der Salagan, der Karatong, der Mompong, der Biga, der Lumintao, der Busuanga und der Caguray. Die Provinz hat eine Gesamtfläche von 5.865,7 km².
In der Provinz liegen die Naturparks des Mount-Iglit-Baco-Nationalparks, das Mount Calavite Wildlife Sanctuary und der Apo Reef Marine Natural Park mit dem weltweit bekanntesten Korallenriff der Philippinen, dem Apo-Riff. In der Stadtgemeinde Rizal wurde eine Aufzuchtstation für das größte Säugetier der Philippinen aufgebaut, den Tamarau.

## Kultur

### Demographie und Sprache
Die Provinz Occidental Mindoro hat laut der Volkszählung aus dem Jahr 2015 eine Gesamtbevölkerung von 487.414 Menschen. Die Bevölkerungsdichte liegt bei 83 Personen pro km².
Die wichtigsten Sprachen sind Tagalog, Ilokano, Visaya, Kapampangan, Bikolano, Mangyan und andere, weniger verbreitete Dialekte. Occidental Mindoro ist ein Schmelztiegel der Kulturen, der vor allem durch die Einwanderungen in der jüngsten Zeit weiteren Zulauf bekommen hat.

### Mangyan
Die Indigene Völker der Provinz sind die Mangyans (Manguianes in Spanisch, Mañguianes in altem Tagalog), die aus 7 verschiedenen Volksstämmen bestehend.
Sie besiedeln das Innere der Insel und sind hier insbesondere im Hochland sesshaft. Die Mangyans lebten bereits vor der Ankunft der Spanier auf der Insel. Es ist zu vermuten, dass sie ursprünglich aus Indonesien kamen, ehe sie sich auf der Insel niedergelassen haben.
Es gibt viele historischen und geophysikalische Zeugnisse, dass die Mangyans ehemals die Küsten bewohnten, ehe sie gezwungen waren, sich in den Dschungel im Inneren der Insel zurückzuziehen, als die spanischen Kolonisatoren Mindoro erreichten. Hauptgründe für diesen Rückzug waren die Umgehung kultureller Auseinandersetzung, Vermeidung von Krankheiten und die Bewahrung ihrer Lebensweise.
Heute wird die Anzahl der Mangyans auf nur rund 10 % der Gesamtbevölkerung und damit auf etwa 50000 Individuen geschätzt, deren Lebensraum sich über beide Provinzen erstreckt. Dennoch gibt es keine genauen Zahlen über ihre sie, da viele von ihnen noch in den höher gelegenen Regionen der Insel und damit weit abseits der Zivilisation leben und sie zudem den Kontakt zu den Flachlandbewohnern meiden.

## Wirtschaft
Das heutige Occidental Mindoro ist ein agrarwirtschaftliches Gebiet, deren wichtigste Grundlage die Produktion landwirtschaftlicher Erzeugnisse darstellt. Die Basis bildet dabei die Reisproduktion, ein Grundnahrungsmittel der Philippinen, an denen fast 80 Prozent der Bevölkerung beteiligt ist.
Der Anbau von Nassreis oder der Tieflandreis ist dabei der Regenzeit vorbehalten, da diese Kulturpflanze von außerordentlich viel Wasser abhängig ist, weshalb sie im Juli ausgesät und im Oktober geerntet wird. Tabak, Zwiebeln, Knoblauch und weitere Gemüsesorten werden dagegen eher in der Trockenzeit, von November bis Mai, angebaut, da sie eher licht- und weniger wasserabhängige Nutzpflanzen sind. Daneben werden in der Provinz Mais, Zwiebeln, Knoblauch, Salz und auch Fische (aus dem Meer oder aus Aquakulturen) im Überschuss gewonnen und können daher exportiert werden. Mangos, Cashewnüssen, Kochbananen (Saba) und einige andere Früchte werden in den Obstplantagen des Hochlandes kultiviert und ergänzen unter anderen die ausführbaren Waren von Occidental Mindoro. Zudem werden in einigen Teilen der Provinz auch Erdnüsse angepflanzt, sowie Maniok, Süßkartoffeln, Ingwer und weitere weniger verbreitete Nutzpflanzen.
Neben den forstwirtschaftlichen Holzvorkommen bietet die Provinz ebenso verschiedene Bodenschätze, darunter Gold, Kupfer, Silber, Chrom sowie auch nichtmetallische Mineralien wie Kalk, der zur Herstellung von Zement verwendet wird und Grünstein, aus dem Ornamente gefertigt werden. Zu den Bauholzarten gehören viele Harthölzer, wie Mahagoni und andere Arten von Bäumen, die für Langlebigkeit und Strapazierfähigkeit stehen.
In der Provinz gibt es keine großen Industriebetriebe. Die Regierung ist der größte Arbeitgeber, der die meisten nichtlandwirtschaftlich gebundenen Arbeitskräfte beschäftigt. Die lokale Elektro-Genossenschaft, die Occidental Mindoro Electric Cooperative (Omeco), ist dabei, mit fast 150 regulären Angestellten, der größte privatwirtschaftliche Arbeitgeber. Der Rest der Bevölkerung betreibt privates Handwerk oder ist in der Fischerei tätig.

## Verwaltungsgliederung

### Allgemein
Occidental Mindoro ist untergliedert in 11 eigenständig verwaltete Gemeinden. Diese sind wiederum unterteilt in insgesamt 162 Barangays (Ortsteile). Die Provinz ist weiterhin einem Kongress Distrikte zugeordnet.

### Gemeinden
| - Abra de Ilog - Calintaan - Looc - Lubang - Magsaysay - Mamburao | - Paluan - Rizal - Sablayan - San Jose - Santa Cruz |

## Hochschulen
- Polytechnic University of the Philippines

## Klima
Das Klima von Occidental Mindoro wird von zwei verschiedene Wetterperioden bestimmt: Einer Regenzeit und einer Trockenzeit. Die Regenperiode beginnt in der Provinz Ende Mai, intensiviert sich im Juni, Juli, August, September und Oktober, ehe sie im November allmählich abklingt. Die Monate August und September sind die feuchtesten Monate und werden in dieser Zeit von Stürmen begleitet.
Die Trockenzeit beginnt auf der anderen Seite im November mit dem Abklingen der Niederschläge, ehe der Regen im Januar, Februar, März und April fast vollständig zurückgeht. März und April sind die trockensten Monate und werden durch wolkenlosen Himmel und ausgetrocknete Erde bestimmt.
Die Temperaturbereiche liegen zwischen 26 °C im windigen Hochland und 32 °C im windgeschützten Tiefland.